# Piotr Fijas
Piotr Fijas (sinh ngày 27 tháng 7 năm 1958) là một cựu vận động viên trượt tuyết nhảy xa người Ba Lan.

## Sự nghiệp
Piotr Fijas giành được huy chương đồng tại Giải vô địch trượt tuyết nhảy xa thế giới FIS (FIS Ski Flying World Championships) năm 1979 ở Planica, Nam Tư (nay là Slovenia). Ông xếp hạng ở vị trí thứ 7 trong hạng mục thi đấu đồi thường cá nhân tại Thế vận hội Mùa đông 1984 ở Sarajevo, và ghi được ba chiến thắng cá nhân tại Cúp thế giới trượt tuyết nhảy xa FIS (FIS Ski Jumping World Cup) từ năm 1980 đến 1986. Trong 7 năm liên tiếp, Piotr Fijas giữ kỷ lục thế giới về môn trượt tuyết nhảy xa: vào ngày 14 tháng 3 năm 1987 tại Planica, ông đã hạ cánh an toàn với độ cao 194 mét (636 ft).

## Cúp thế giới

### Bảng xếp hạng
| Mùa giải | Tổng kết | 4H  |
| -------- | -------- | --- |
| 1979/80  | 16       | 8   |
| 1980/81  | 32       | 35  |
| 1981/82  | 26       | —   |
| 1982/83  | 43       | 13  |
| 1983/84  | 17       | 29  |
| 1984/85  | 14       | 7   |
| 1985/86  | 15       | 7   |
| 1986/87  | 31       | 115 |
| 1987/88  | 55       | 29  |

### Chiến thắng
| Số thứ tự | Mùa giải | Thời gian                | Địa điểm   | Đồi                 | Kích cỡ |
| --------- | -------- | ------------------------ | ---------- | ------------------- | ------- |
| 1         | 1979/80  | ngày 27 tháng 1 năm 1980 | Zakopane   | Wielka Krokiew K115 | LH      |
| 2         | 1979/80  | ngày 9 tháng 2 năm 1980  | St. Nizier | Dauphine K112       | LH      |
| 3         | 1985/86  | ngày 12 tháng 1 năm 1986 | Liberec    | Ještěd A K115       | LH      |